# Мікриніт

Мікриніт (рос. микринит, англ. micrinite, нім. Mikrinit m) — мацерал інертинітової мацеральної групи, що трапляється в дуже малих округлих ґранулах і є «вторинним мацералом», який утворюється в процесі вуглефікації.

## Загальна характеристика
Серед мацералів групи інертиніту мікриніт займає особливе положення. Він характеризується округлою формою зерен і їхнім малим розміром, який звичайно не перевищує 1 мкм. Форми виділення: від грубозернистого з мінливою формою частинок інертодетриніту до аморфного макриніту, в якого відсутня всяка зернистість. Мікриніт відрізняється ймовірно також хімічними властивостями, які детально ще не вивчені. В аншліфах сферичні блідо-сірі до білих зерна мікриніту не виявляють рельєфу, що свідчить про те, що вони не твердіші вітриніту або колініту, в яких вони звичайно знаходяться у вигляді включень. Мікриніт іноді зустрічається у вітриніті у вигляді речовини, що наповнює порожнини клітин як це було неодноразово показано на фотографіях, але, крім того, він може складати і стінки клітин. Скупчення зерен мікриніту можуть утворювати мікроскопічно помітні шари мікриніту. Зрідка вони включають темні мінеральні зерна. Мікриніт часто зустрічається в тонкодисперсному вигляді в колініті.
Колір мікриніту у відбитому світлі блідо-сірий до білого, а в прохідному — чорний або темно-коричневий. Його відбивна здатність помітно вище, ніж у вітриніту. Абразійна твердість у мікриніту така ж, як і у вітриніту. Повні дослідження хімічних властивостей мікриніту ще не проведені, але він, безумовно, відрізняються від інших мацералів інертиніту. Мікриніт дає великий вихід летких речовин і реагує на збільшення температури і окиснення.

## Історія терміна
Термін похідний від слова «мікроніт» (Стопс, 1935 р.). Був уведений Конгресом зі стратиграфії вугленосних відкладів в Геєрлені (Нідерланди) у 1935 р. за пропозицією К. А. Сейлера для опису найдрібніших ґранул з інертинітовою відбивною здатністю.
Походження слова: «мікро» (грецьк.) — малий. Син. — тонкий мікриніт (МКПВОР, 1963 р.).

## Походження
Мікриніт являє собою залишки колишніх ліпоїдних речовин (ліптинітових або вітриніту, багатого на водень) (Альпен і Прегермейн, 1965 р.; Тейхмюллер, 1974 р.). Тіссен і Шпрунк (1936 р.) у прохідному світлі зернисту дослідили опакову речовину, яка утворилася із залишків вторинних стінок трахеїд. Іноді мікриніт формується в процесі торфоутворення (Шібаока, 1978, 1983 рр.; Тейлор і Лью, 1989 р.). Мікриніт може також бути результатом сильної фрагментації інших інертинітових мацералів. Часто важко відрізнити мікриніт і інші невеликі інертинітові уламки. Тоді мікриніт розрізнюють від інертодетриніту за граничною крупністю в 2 мкм (Діссель, 1992 р.). Агрегати мікриніту можуть розпізнаватися і відрізнятися від макриніту за їх зернистістю. У зв'язку з невеликим розміром окремих зерен мацеральний аналіз мікриніту утруднений. Можна точно підрахувати тільки його агрегати. Необхідно розрізнювати мікриніт і деякі інші тонкозернисті матеріали типу каолініту або поригелініту у вугіллі низького ступеня вуглефікації. На відміну від мікриніту, інші матеріали звичайно мають чіткі внутрішні відбиття і не характеризуються явною зернистістю інертинітового виду.

## Фізичні властивості
Колір мікриніту блідо-сірий до білого. Відбивна здатність вища, ніж у супроводжуючого вітриніту, але часто нижча, ніж у інших інертинітових мацералів того ж вугілля. В області RrVit 1,4 % мікриніт стає схожий з вітринітом за відбивною здатністю і більше не розпізнається. У зв'язку із зернистістю мікриніту його відбивну здатність можна визначити тільки приблизно на агрегатах частинок. Мікриніт не флуоресціює.
Твердість шліфування. Різниця в твердості щодо інших мацералів інертинітової мацеральної групи невелика або відсутня.

## Хімічні властивості
У зв'язку з малою крупністю ґранул мікриніту і трудністю у виділенні чистого мікриніту хімічні дані відсутні. На відміну від інших інертинітових мацералів мікриніт виділяє відносно велику кількість летких речовин (Штах та інші, 1982 р.).

## Залягання
Мікриніт — типовий мацерал вугілля середньої стадії вуглефікації і порівняно рідкісний для молодого вугілля. Він зустрічається в більшості мікролітотипів як окремі тонкі зерна або агломерації зерен в різних кількостях. Мікриніт характерний для вітриніту, який походить від колодетриніту, де він зустрічається в безпосередній близькості до спориніту і алгініту. Це також один з типових мацералів довгополуменевого вугілля і богхедів, в яких він може утворювати основну масу. Мікриніт — це інертинітовий компонент такого вітринертиту, який утворюється зі смолистого дерева. Загалом палеозойське вугілля містить більше мікриніту, ніж більш молоде вугілля, тому що перше багатше на ліптиніт, ніж останнє. У вугіллі кам'яновугільного періоду процентний вміст мікриніту становить в середньому 3-6 % і може досягати 19 %. У вугіллі посткам'яновугільних періодів кількість мікриніту рідко перевищує 3 %. (Діссель, 1992 р.). Крім того, мікриніт зустрічається в горючих сланцях (Тейхмюллер і Вольф, 1977 р.; Тейхмюллер і Оттен'ян, 1977 р.) і чорних сланцях (Стасюк, 1991 р.).

## Практична значущість
Мікриніт є інертинітовим мацералом з найвищою реакційною здатністю і бере участь у всіх процесах конверсії. За допомогою мікроскопа в продуктах і залишках конверсії вугілля не розпізнається (Діссель і Вольф-Фішер, 1987 р.).